# 在シンガポールモルディブ高等弁務官事務所
在シンガポールモルディブ高等弁務官事務所（ディベヒ語: ސިންގަޕޫރުގައި ހުންނަ ދިވެހިރާއްޖޭގެ ހައިކޮމިޝަން、英語: High Commission of the Maldives in Singapore）は、シンガポールに置かれているモルディブの在外公館である。

## 沿革
1975年2月20日にシンガポールとモルディブの間で外交関係が樹立された。その後モルディブは30年以上にわたってシンガポールに高等弁務官を派遣していなかったが、2007年3月30日から5月1日にかけて、イブラーヒム・シャヒード・ザキーが非常駐の初代高等弁務官を務めた。
2007年11月、シンガポールに高等弁務官事務所が開設された。2007年11月29日から2008年にかけて、ハッサン・ソービルが常駐では初代となる高等弁務官として奉職した。
この公館は、モルディブが英連邦から離脱した2016年10月から2020年2月まで、在シンガポールモルディブ大使館（ディベヒ語: ސިންގަޕޫރުގައި ހުންނަ ދިވެހިރާއްޖޭގެ އެމްބަސީ、英語: Embassy of the Maldives in Singapore）と呼ばれていた。
モルディブが英連邦の共和国としての地位に復帰した2020年2月1日、この在外公館はモルディブ高等弁務官事務所に戻った。

## 住所
101 Thomson Road, 30-01A United Square, Singapore 307591

## 大使・高等弁務官
2020年8月6日、アブドゥラ・マウスーム高等弁務官が観光大臣を拝命したことにより在シンガポール高等弁務官を離任。爾後、エマーン・フセインが臨時代理高等弁務官（高等弁務官代行）を務めている。